# 무색 (우에하라 아즈미의 음반)
《무색》(일본어: 無色,むしょく/무쇼쿠)은 우에하라 아즈미의 첫 번째 앨범이다. 2002년 11월 6일 GIZA Studio에서 발매하였다.

## 개요
데뷔곡《푸르디 푸른 이 별에서(일본어: 青い青いこのこの地球(ほし)に)》부터《무색(일본어: 無色)》까지의 싱글로 발표된 5곡을 포함한 12곡이 수록되어 있다. 이로 인해 베스트 앨범의 성격이 약간 강한 앨범이다.
이 중에서 《푸르디 푸른 이 별에서(일본어: 青い青いこのこの地球(ほし)に)》, 《Special Holynight》,《Bye Bye My BLUE SKY》는 싱글버전과 다른 새로 녹음한 앨범버전으로 수록되어 있다.
싱글에서 커플링 곡을 주로 작곡했던 카와시마 다리아의 작품이 다수 수록되었다.
앨범 제작은 라이브 콘서트 투어 〈GIZA studio MAI-K&FRIENDS HOTROD BEACH PARTY〉에 참가, 방송 프로그램 출연, 이벤트 개최 등으로 가장 바빴던 기간에 제작되었다.
같은 이름으로 나왔던 싱글이 오리콘 싱글 차트 5위를 기록하면서 그의 영향으로 앨범 차트에서도 5위를 기록하면서 앨범도 히트를 기록하였다.

## 수록곡
1. 무색(일본어: 無色)
작사：우에하라 아즈미 / 작곡：K's letters / 편곡：도쿠나가 아키히토
2. Lazy
작사：우에하라 아즈미 / 작곡,편곡：도쿠나가 아키히토
3. Tear Drop
작사：우에하라 아즈미 / 작곡：오자와 마사즈미 / 편곡：고바야시 사토루
4. One's Love
작사：우에하라 아즈미 / 작곡：카와시마 다리아 / 편곡：마스이 이사오
5. ask me
작사：우에하라 아즈미 / 작곡：카와시마 다리아 / 편곡：도쿠나가 아키히토
6. Special Holynight
작사：우에하라 아즈미, 아즈키 나나 / 작곡：오오노 아이카 / 편곡：오시로 쿠론
7. Bye Bye My BLUE SKY
작사：우에하라 아즈미 / 작곡：미요시 마코토 / 편곡：오시로 쿠론
8. Clash! Clash!
작사：우에하라 아즈미 / 작곡：카와시마 다리아 / 편곡：오자와 마사즈미
9. Stay with me
작사：우에하라 아즈미 / 작곡：와타누키 마사아키 / 편곡：도쿠나가 아키히토
10. Deep Black
작사：우에하라 아즈미 / 작곡：카와시마 다리아 / 편곡：이케다 다이스케
11. I Love You
작사：우에하라 아즈미 / 작곡：마에다 스스무 / 편곡：오자와 마사즈미
12. 푸르디 푸른 이 별에서(일본어: 青い青いこのこの地球(ほし)に)
작사：우에하라 아즈미,아즈키 나나 / 작곡：오오노 아이카 / 편곡：오시로 쿠론

## 차트성적
- 최고순위 5위 (오리콘)